# Pepleuca
Pepleuca är ett släkte av insekter. Pepleuca ingår i familjen Derbidae.
Kladogram enligt Catalogue of Life:
| Pepleuca | \| \| Pepleuca albipennis \| \| \| \| \| \| Pepleuca candida \| \| \| \| \| \| Pepleuca demariste \| \| \| \| |
|          | \| \| Pepleuca albipennis \| \| \| \| \| \| Pepleuca candida \| \| \| \| \| \| Pepleuca demariste \| \| \| \| |
|          | Pepleuca albipennis                                                                                           |
|          | |
|          | Pepleuca candida                                                                                              |
|          | |
|          | Pepleuca demariste                                                                                            |
|          | |